# Serra de Chamá
La serra de Chamá és una serra ubicada al departament d'Alta Verapaz de Guatemala. Té uns 200 km de llarg i és la prolongació de la formació muntanyosa de la serra dels Cuchumatanes. Les seves muntanyes tenen elevacions d'entre 1.000 i 1.500 metres sobre el nivell del mar.